# Điện Ngọc
Điện Ngọc là một phường thuộc thị xã Điện Bàn, tỉnh Quảng Nam, Việt Nam.

## Địa lý

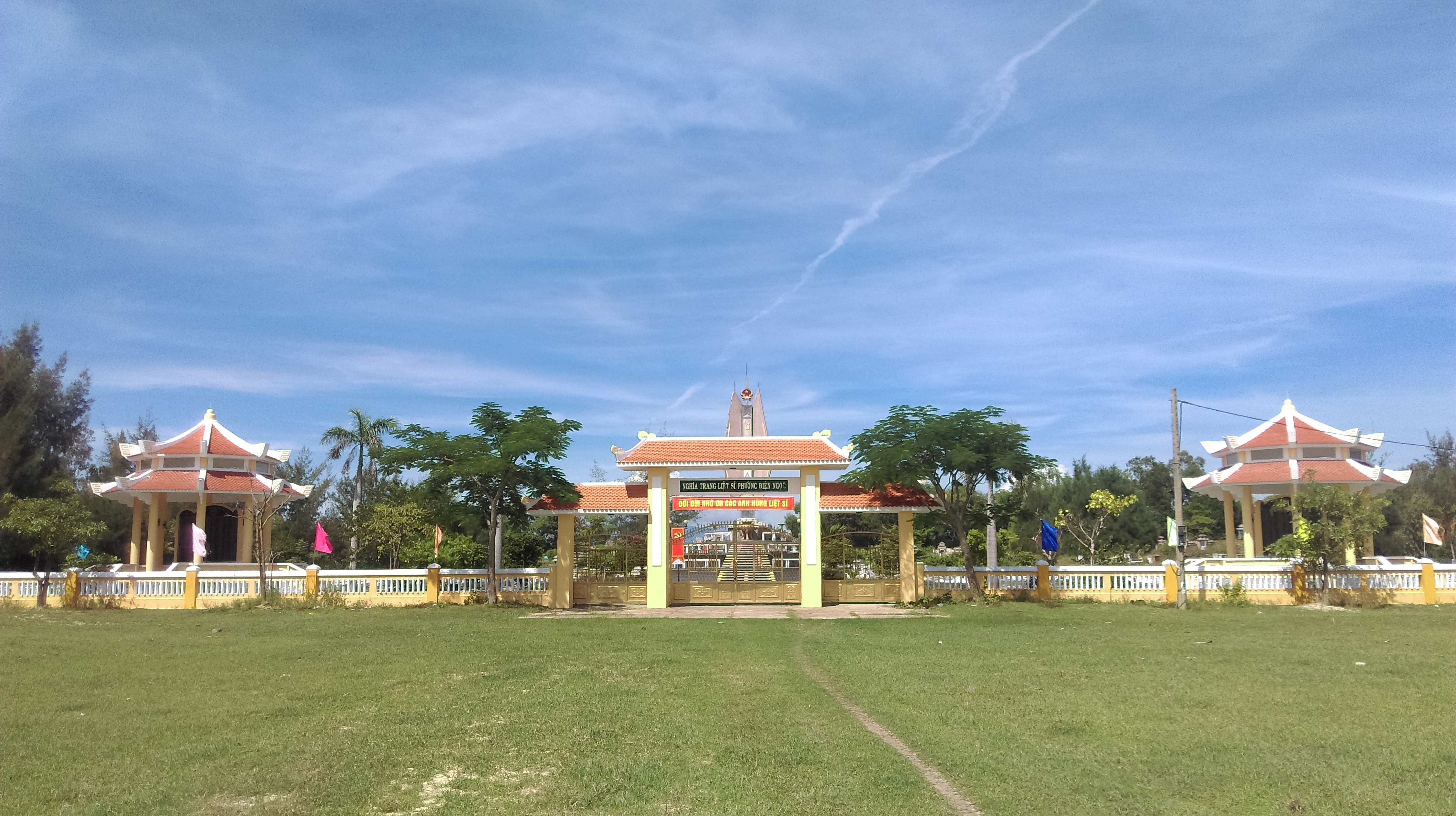
Nghĩa trang liệt sĩ phường Điện Ngọc

Phường Điện Ngọc nằm ở phía bắc thị xã Điện Bàn, có vị trí địa lý: 
- Phía đông giáp phường Điện Dương và Biển Đông
- Phía tây giáp phường Điện Thắng Bắc
- Phía nam giáp các phường Điện Nam Bắc, Điện Thắng Nam và Điện Thắng Trung
- Phía bắc giáp thành phố Đà Nẵng.

Phường Điện Ngọc có diện tích 21,22 km², dân số năm 2019 là 25.552 người, mật độ dân số đạt 1.204 người/km².

## Lịch sử
Trước đây, Điện Ngọc là một xã thuộc huyện Điện Bàn.
Ngày 11 tháng 3 năm 2015, Ủy ban Thường vụ Quốc hội ban hành Nghị quyết 889/NQ-UBTVQH13. Theo đó, chuyển huyện Điện Bàn thành thị xã Điện Bàn và thành lập phường Điện Ngọc trên cơ sở toàn bộ 2.121,60 ha diện tích tự nhiên, 31.392 người của xã Điện Ngọc.

## Hành chính
Phường Điện Ngọc được chia thành 13 khối phố: Ngọc Vinh, Câu Hà, Hà Dừa, Viêm Minh, Giang Tắc, Tứ Hà, Ngân Câu, Viêm Đông, Tứ Câu, Ngân Hà, Tứ Ngân, Ngân Giang, Viêm Trung